# Parafia Świętej Trójcy w Juchnowcu
Parafia pw. Świętej Trójcy w Juchnowcu – rzymskokatolicka parafia należąca do dekanatu Białystok – Nowe Miasto, archidiecezji białostockiej, metropolii białostockiej.

## Obszar parafii
W granicach parafii znajdują się miejscowości:

- Juchnowiec Kościelny,
- Biele,
- Brończany,
- Hermanówkę,
- Janowicze,
- Juchnowiec Dolny,
- Juchnowiec Górny,
- Kudrycze,
- Lewickie,
- Lubejki,
- Niewodnicę Nargilewską,
- Ogrodniczki,
- Rumejki,
- Lewickie-Stację
- Wólkę

## Historia parafii
W dniu 12 listopada 1547, Stanisław Zachariaszewicz Włoszek podskarbi wielki litewski uzyskał pozwolenie na erygowanie parafii, wybudowanie kościoła i ustanowienie proboszcza w Juchnowcu. On też był kolatorem pierwszej drewnianej świątyni pod wezwaniem Trójcy Świętej, Najświętszej Maryi Panny i Wszystkich Świętych.
W roku 1764 ks. proboszcz Jozafat Wołłosowicz rozpoczął budowę nowego murowanego kościoła, a ks. proboszcz kanonik inflancki Jan Daniszewski kontynuował ją i dokończył. Za czasów proboszcza Antoniego Dalinkiewicza, w roku 1906 dobudowano  dzwonnicę do kościoła. W roku  1992 dzięki staraniom ks. proboszcza Kazimierza Fiedorowicza i parafian została wybudowana nowa murowana plebania, starą zaś zaadaptowano na Dom pielgrzyma.

## Miejsca święte
Kościół parafialny
Kult Matki Bożej w Archidiecezji wileńskiej miał miejsce w sanktuariach; w Juchnowcu, Ostrej Bramie, Sanktuarium Maryjne w Różanymstoku i w kościele św. Michała w Wilnie. W pierwszym  drewnianym  kościele  znalazł się niewielki obraz Matki Bożej malowany farbą olejną na desce typu Hodegetrii, który zasłynął niezwykłymi łaskami. W roku 1997 kościół w Juchnowcu zaliczono do sanktuariów archidiecezji białostockiej, a obraz MB Juchnowieckiej otrzymał tytuł Matki Bożej Królowej Rodzin.
Cmentarz parafialny
W odległości 100 m od kościoła znajduje się cmentarz grzebalny o powierzchni 2,5 ha założony w roku 1671r.

## Proboszczowie
Od chwili powołania parafii jako proboszczowie pracowali w niej:
- ks. Jozafat Wołłosowicz,
- ks. kan. Jan Daniszewski,
- ks. Antoni Dalinkiewicz,
- ks.Kazimierz Fiedorowicz
- ks. Andrzej Kondzior (od 2005)